# Tenuipalpus crassus
Tenuipalpus crassus är en spindeldjursart som beskrevs av Andre 1953. Tenuipalpus crassus ingår i släktet Tenuipalpus och familjen Tenuipalpidae. Inga underarter finns listade i Catalogue of Life.